# Interstate 5
Interstate 5 eller I-5 är en väg, Interstate Highway, på USA:s västkust som går igenom delstaterna Kalifornien, Oregon och Washington.
Vägen är 2 223 km lång och öppnades år 1957. Den går mellan gränsen till Kanada och gränsen till Mexiko.
Den går genom många stora städer såsom San Diego, Los Angeles, San Francisco, Sacramento och Seattle.